# Janževski Vrh
Janževski Vrh – wieś w Słowenii, w gminie Podvelka. W 2018 roku liczyła 240 mieszkańców.